# 首席拉比
首席拉比（希伯來語：רב ראשי）， 是一些國家給予該國當地猶太社區公認的宗教或世俗領袖的頭銜。
擁有大型猶太社區的城市也可能擁有自己的首席拉比，在以色列尤其如此，但在大屠殺之前，歐洲主要猶太人中心也有首席拉比。北美城市很少有首席拉比。然而，蒙特利爾卻是一個例外，有兩個首席拉比，一個是阿什肯納茲社區，另一個是塞法迪社區。
原則上，猶太律法不支持成立“首席拉比”的職位，因為每個拉比都有平等的權威。這個職位在中世紀的歐洲地區出現，主要是因為世俗的行政原因，例如收稅和登記人口動態統計資料，以及在政府和猶太社區之間提供中間人，例如在幾個伊比利亞半島的王國，同樣，在19世紀有一個俄羅斯帝國的皇家拉比，而鄂圖曼帝國也有一位首席拉比。

### 文獻
- Elsebeth Paikin (21 May 2004). "Rabbis in Denmark – JewishGen Scandinavia SIG". Jewishgen.org. Retrieved 9 November 2011.